# Tasmankrähenstar

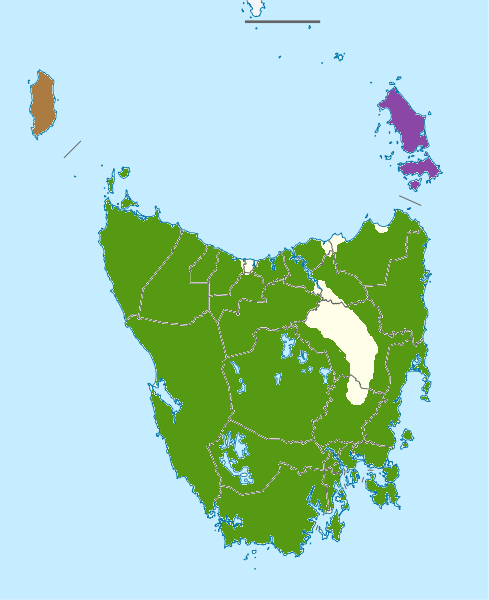
Vorkommen der Unterarten des Tasmankrähenstars
Braun: Strepera fuliginosa colei
Violett: Strepera fuliginosa parvior
Grün: Strepera fuliginosa fuliginosa

Der Tasmankrähenstar (Strepera fuliginosa), zuweilen auch als Tasmanwürgerkrähe oder Schwarzer Currawong bezeichnet, ist ein endemisch auf Tasmanien und den Inseln der Bass-Straße vorkommender Singvogel aus der Unterfamilie der Würgerkrähen (Cracticinae).

## Merkmale
Der Tasmankrähenstar erreicht eine Körperlänge von ca. 50 Zentimetern und ein Gewicht von 327 bis 457 Gramm. Die Geschlechter unterscheiden sich zeichnungsmäßig nicht. Ober- und Unterseite einschließlich der Flügel sind schwarz. Die Handschwingen sowie die Schwanzfedern zeigen weiße Ränder bzw. Spitzen. Der sehr  kräftige Schnabel ist schwarzgrau, Beine und Füße sind dunkelgrau. Die Iris ist schwarz und zeigt einen auffälligen gelben Außenring.

## Ähnliche Arten
- Der Weißbürzel-Krähenstar (Strepera graculina) zeigt zwar eine nahezu identische Gefiederfärbung wie der Tasmankrähenstar, kommt jedoch im Süden Australiens vor und fehlt auf Tasmanien.
- Während sich die in den südlichen australischen Bundesstaaten vorkommenden Individuen des Rußkrähenstars (Strepera versicolor) durch eine rußgraue Gefiederfärbung unterscheiden, zeigt die auf Tasmanien vorkommende Unterart Strepera versicolor arguta eine schwarze Gefiederfärbung und lässt sich vornehmlich durch die divergierenden Lautäußerungen vom Tasmankrähenstar unterscheiden.
- Die ebenfalls auf Tasmanien vorkommende Tasmankrähe (Corvus tasmanicus) unterscheidet sich durch das Fehlen der weißen Flügelspitzen sowie die weiße Iris.

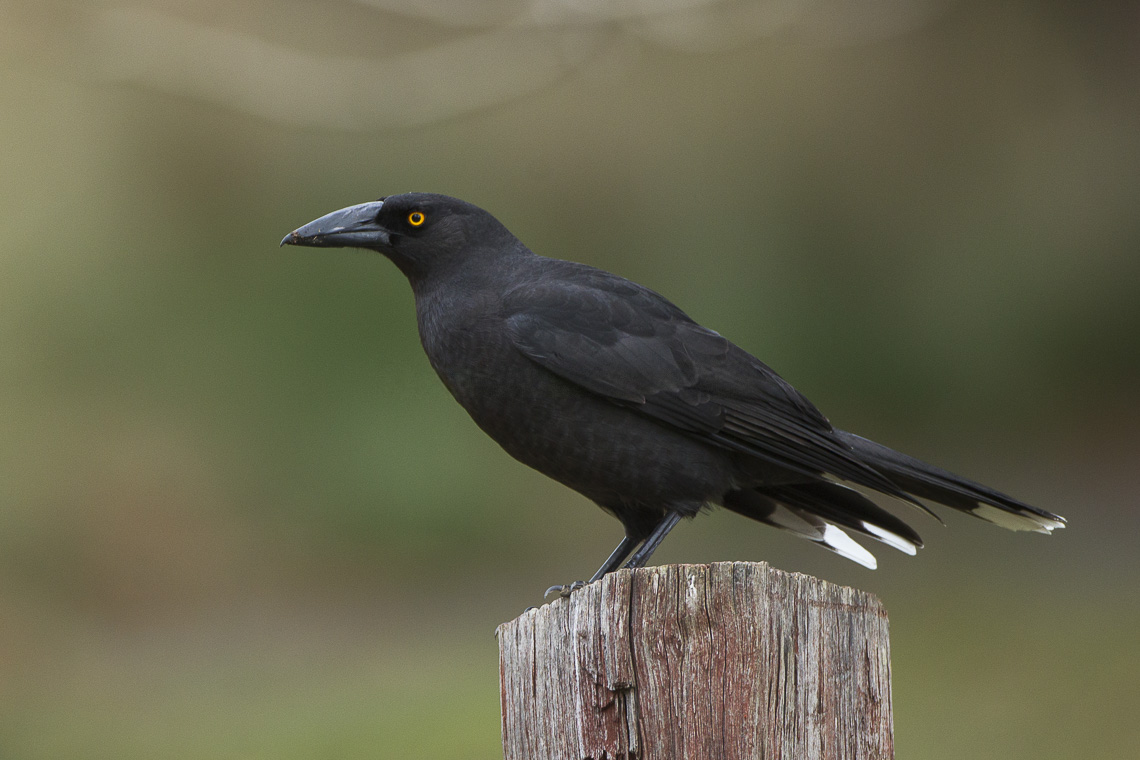
Tasmankrähenstar
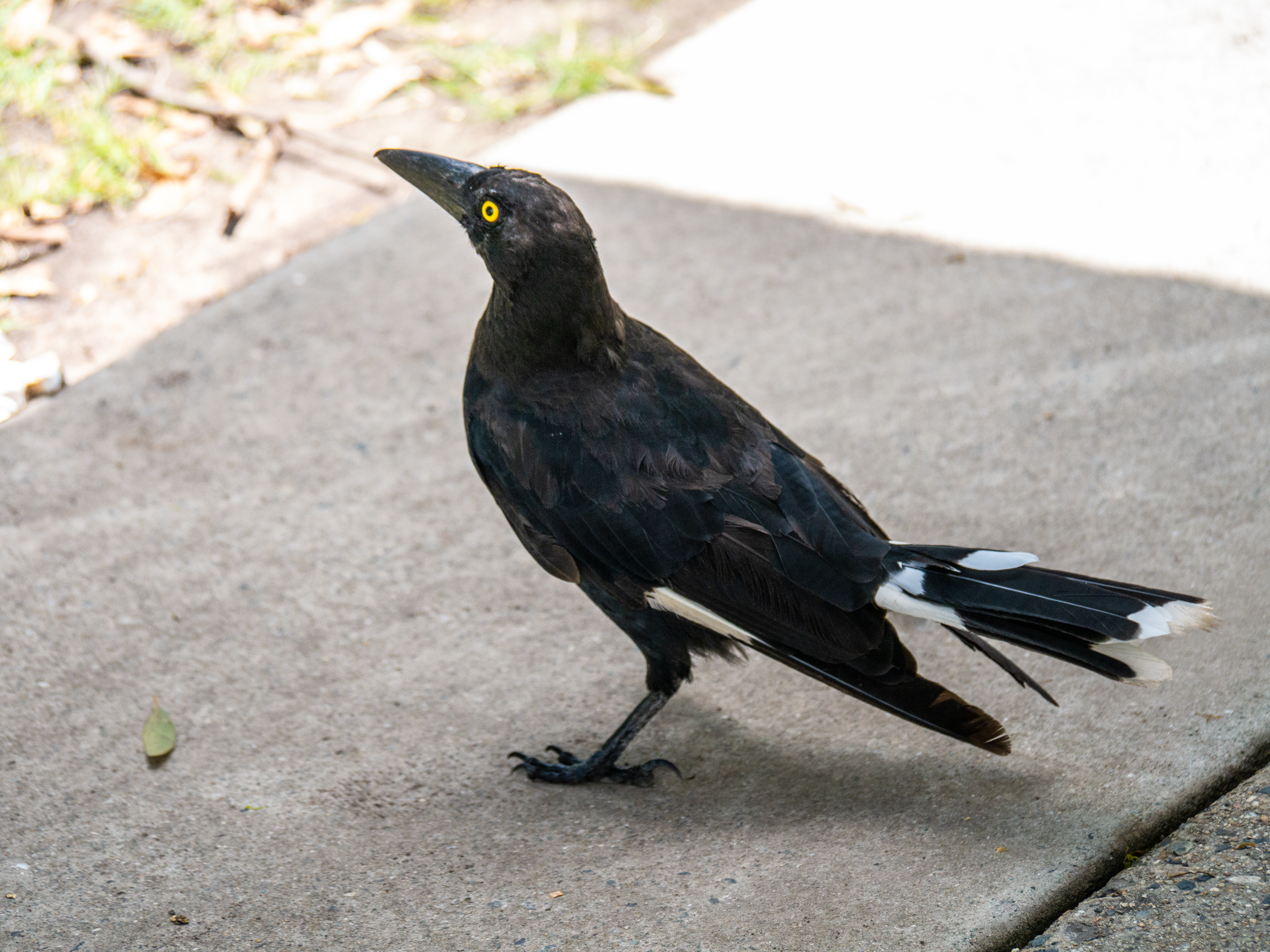
Weißbürzel-Krähenstar
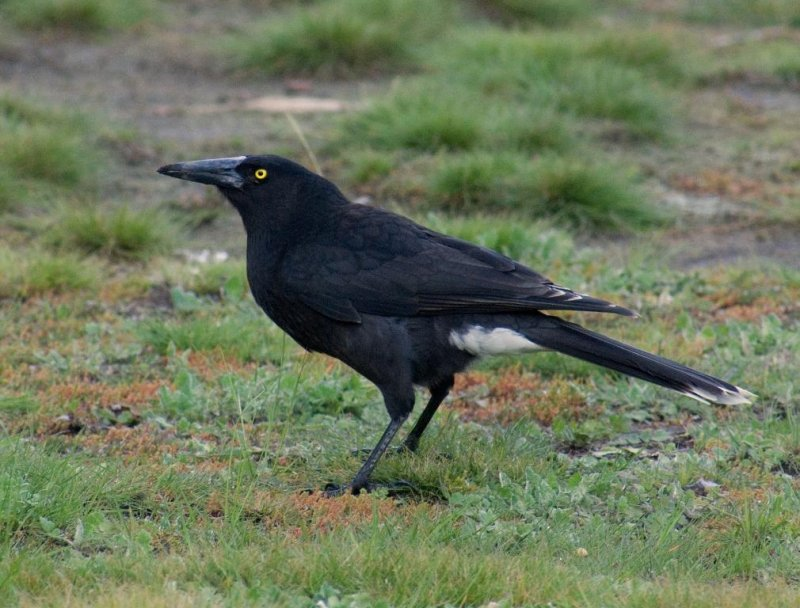
Rußkrähenstar
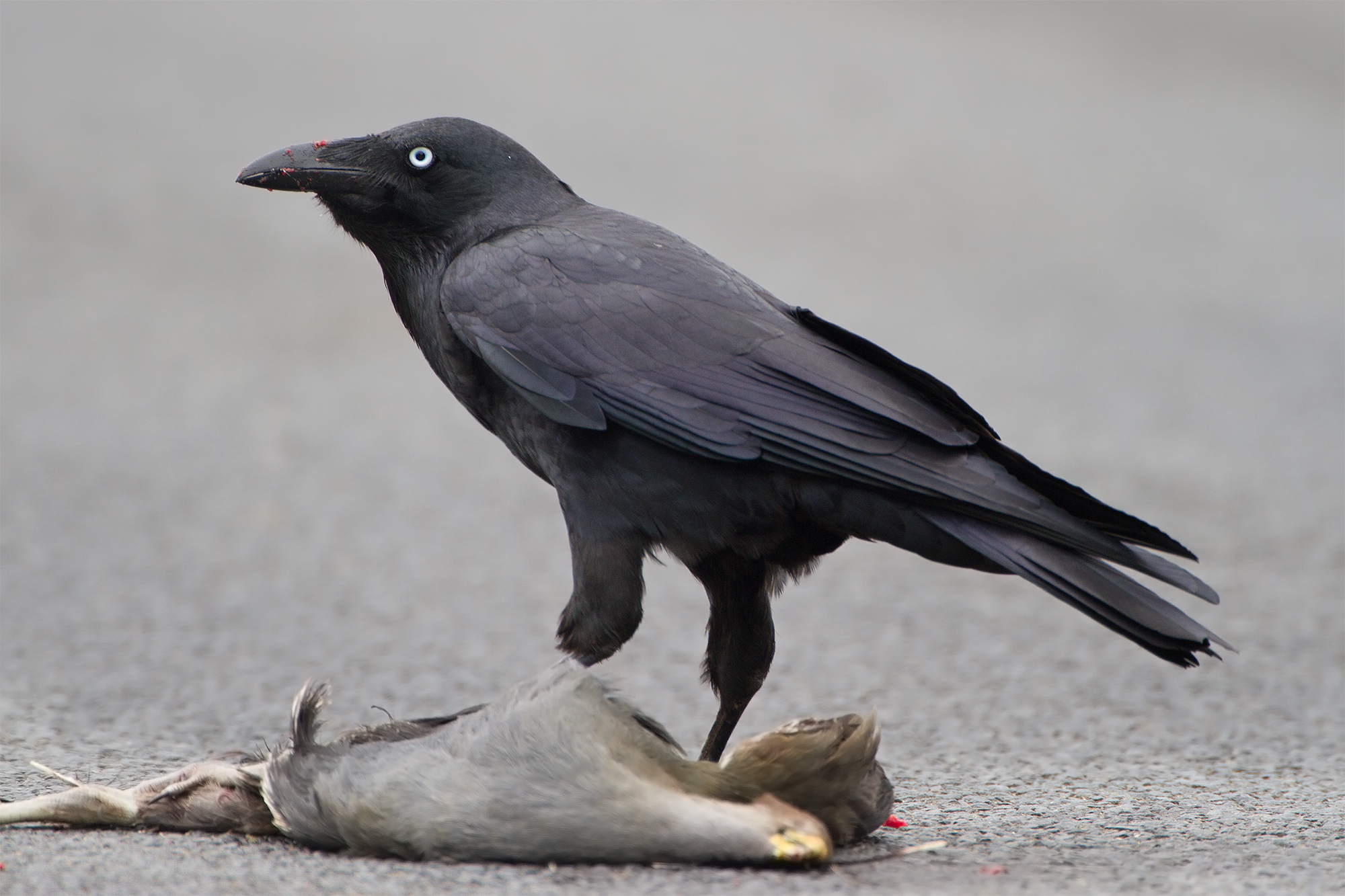
Tasmankrähe

## Verbreitung, Unterarten und Lebensraum
Das Verbreitungsgebiet des Tasmankrähenstars erstreckt sich über nahezu die gesamte Insel Tasmanien sowie die benachbarten Inseln in der Bass-Straße. Bevorzugter Lebensraum der Art sind Wald- und Strauchlandschaften. Zuweilen halten sich die Vögel auch in der Nähe menschlicher Siedlungen auf. Folgende Unterarten werden geführt:
- Strepera fuliginosa fuliginosa – Tasmanien
- Strepera fuliginosa parvior – Flinders Island
- Strepera fuliginosa colei – King Island

## Lebensweise
Tasmankrähenstare leben einzeln, paarweise oder in Gruppen. Die Vögel sind Allesfresser. Sie ernähren sich von Früchten, Nüssen, Wirbellosen, Eidechsen, kleinen Säugetieren, Eiern und Küken kleiner Vögel. Sie suchen ihre Nahrung bevorzugt am Erdboden und nehmen zuweilen auch Aas an. Die Rufe der Tasmankrähenstare sind außerordentlich vielfältig. Oft werden gutturale Flötentöne vorgetragen. Andere Stimmenvariationen klingen wie das menschliche Lachen. Das Brutgeschäft fällt in die Monate August bis Dezember. Tasmankrähenstare legen ein großes, tiefes, tassenförmiges Nest an, das aus Zweigen, Wurzeln und Gras gebildet wird. Die Nester werden normalerweise in den Astgabeln von Bäumen in Höhen von 3 bis 20 Metern über dem Erdboden errichtet. Die Nestlinge werden von beiden Elternteilen gefüttert.

## Gefährdung
Die Bestände der Nominatform
des Tasmankrähenstars sind stabil, weshalb die Art von der Weltnaturschutzorganisation IUCN als „least concern = nicht gefährdet“ geführt wird. Die ausschließlich auf King Island vorkommende Unterart Strepera fuliginosa colei wird hingegen als „vulnerable = gefährdet“ geführt.